# Caridina celestinoi
Caridina celestinoi is een garnalensoort uit de familie van de Atyidae. De wetenschappelijke naam van de soort is voor het eerst geldig gepubliceerd in 1939 door Blanco.